# Жорж Бержер
Жорж Бержер (на френски: Georges Berger) е бивш пилот от Формула 1. Роден на 14 септември 1918 г. в Синт Янс - Моленбек, Белгия.

## Формула 1
Жорж Бержер прави своя дебют във Формула 1 в Голямата награда на Белгия през 1953 г. В световния шампионат записва 2 състезания като не успява да спечели точки, състезава се с частен Гордини.